# صلح همیشگی (۵۳۲)
صلح همیشگی (یونانی: ἀπέραντος εἰρήνη) پیمان صلحی بود که بدون مدت زمان در سال ۵۳۲ میان شاهنشاهی ساسانی و امپراتوری بیزانس پس از جنگ ایبری (۵۲۷–۵۳۱) امضا شد. این پیمان دوره‌ای از روابط نسبتاً صمیمانه را میان این دو کشور به ارمغان آورد ولی تنها تا سال ۵۴۰ دوام آورد و با آغاز درگیری‌ها بر سر لازستان از میان رفت.